# Straw bale (budownictwo)

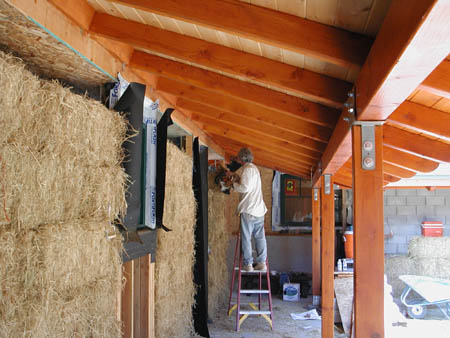
Budowa w Willitis w Kalifornii

Straw bale (pol. bal słomiany, balot słomiany, kostka słomy) – materiał konstrukcyjny powstały ze sprasowania łodyg zbóż (np. pszenicy, ryżu, żyta lub owsa), stosowany jako wypełnienie szkieletu drewnianego budynku lub materiał utrzymujący ciężar dachu (bez szkieletu drewnianego) i/lub materiał ocieplający. Ten sposób budowy jest często stosowany w budownictwie naturalnym.
Do zalet bali słomianych można zaliczyć odnawialność materiału, niski koszt, łatwą dostępność, niepalność i wysoką wartość izolacyjną. Wady to podatność na gnicie, trudności z uzyskaniem ubezpieczenia dla takiego budynku i zajmowanie dużej przestrzeni przez same bale słomiane.

## Historia
Domy ze słomy budowano na równinach Afryki od czasów paleolitu. Bale słomiane stosowano w niemieckim budownictwie w latach 80.; zaś dachy kryte słomą znane są od dawna w Europie północnej i Azji. W Nowym Świecie namioty tipi ocieplano zimą słomą wkładaną pomiędzy zewnętrzną i wewnętrzną powłokę namiotu.
Budowę z balotów słomy, dotąd związywanych z pomocą koni, znacznie ułatwiło wynalezienie mechanicznej prasy do słomy w latach 50. XIX w. i upowszechnienie się jej użycia w latach 90. XIX w. Technikę tę wykorzystali zwłaszcza osadnicy w Nebrasce w regionie Sandhills. Amerykańscy pionierzy osiedlający się na ziemi w ramach ustawy z 1862 Homestead Act i Kinkaid Act z 1904 nie znaleźli w Nebrasce drzew do budowy. W wielu miejscach stanu ziemia nadawała się do wykopania ziemianek i domów z darni. Jednak darń rosnąca na terenie Sandhills była zbyt niskiej jakości aby zastosować ją do budowy, zaś miejsca, gdzie rosła dobra darń były bardziej wartościowe dla rolnictwa niż jako materiał budowlany.
Trzecim udokumentowanym zastosowaniem bali siana w budownictwie w Nebrasce był budynek szkolny zbudowany w 1896 lub 1897. Ponieważ nie był ogrodzony ani otynkowany, w 1902 zauważono, że jedzą go krowy. Wówczas zaczęto tynkować budynki słomiane; w razie braku cementu czy tynku wapiennego tynkowano mieszaniną ziemi znalezionej na miejscu. Szacuje się, że w latach 1896–1945 zbudowano w rejonie Sandhills ok. 70 budynków w technice straw-bale, w tym domy mieszkalne, budynki gospodarskie, kościoły, szkoły, biura, sklepy spożywcze. W 1999 istniało 9 budynków z bali słomianych w hrabstwach Arthur i Logan, wraz z wybudowanym w technice samonośnej kościołem z 1928 Pilgrim Holiness Church we wsi Arthur, wpisanym na listę miejsc historycznych National Register of Historic Places.
Pierwszym w Europie budynkiem z bali słomianych jest zbudowany w 1921 we Francji, w Montargis, 90 km od Paryża, dwupiętrowy dom inżyniera Feuillette. Feuillette szukał rozwiązań dla powojennych problemów z budownictwem. Dom powstał w technice modułowej. Znajdujący się przy ulicy, pokryty bluszczem dom o powierzchni 80 m² jest zachowany w bardzo dobrym stanie i spełnia współczesne standardy budownictwa, zarówno dla budynku z bali słomianych, jak i standardy energetyczne (159kWh/m² rocznie).
Od początku XXI w. budowa w technice straw-bale jest przedmiotem badań i zastosowań praktycznych, szczególnie w Ameryce Północnej, Europie, Afryce i Australii.

## Metody budowy

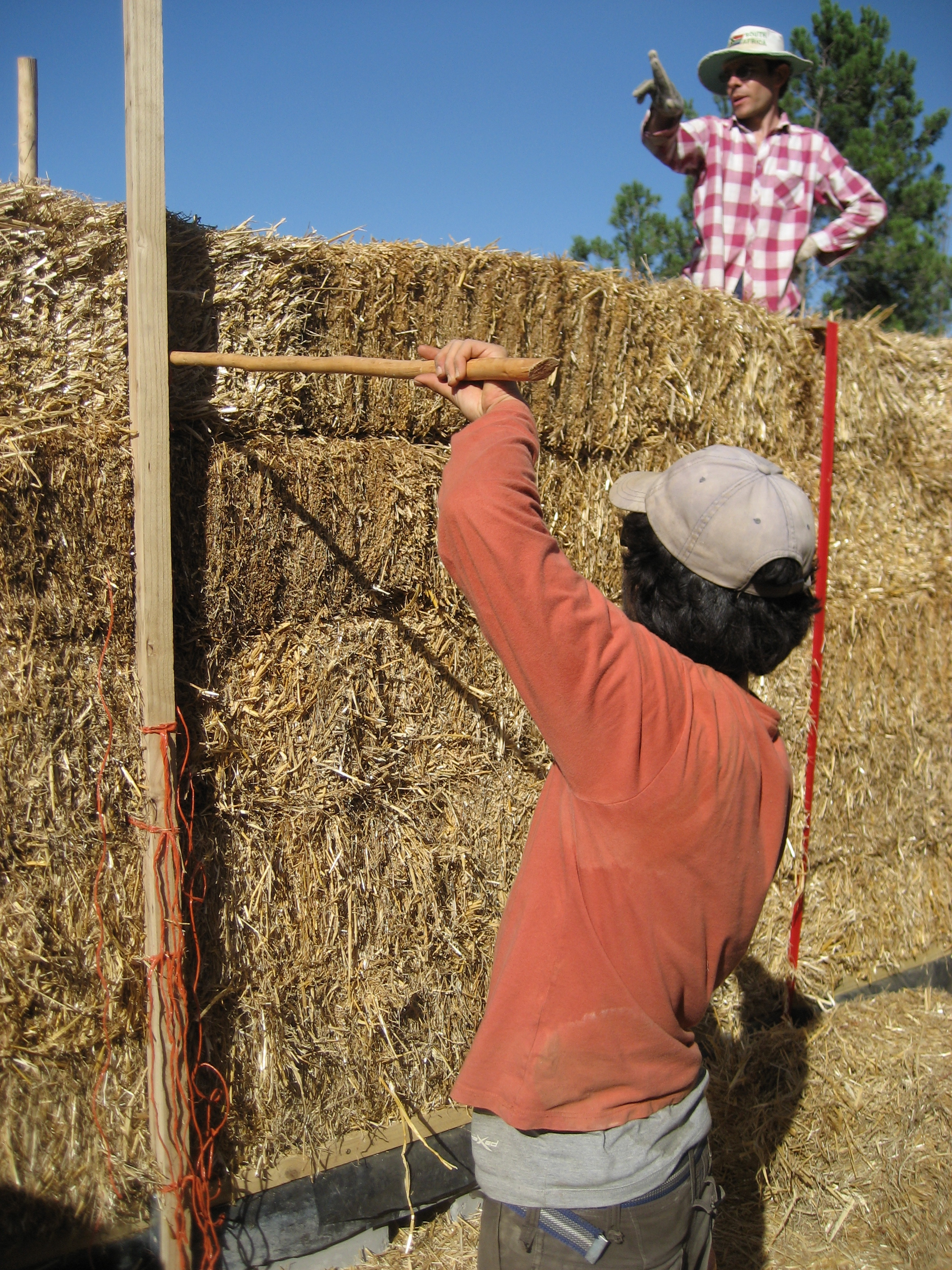
Budowa domu z bali słomy

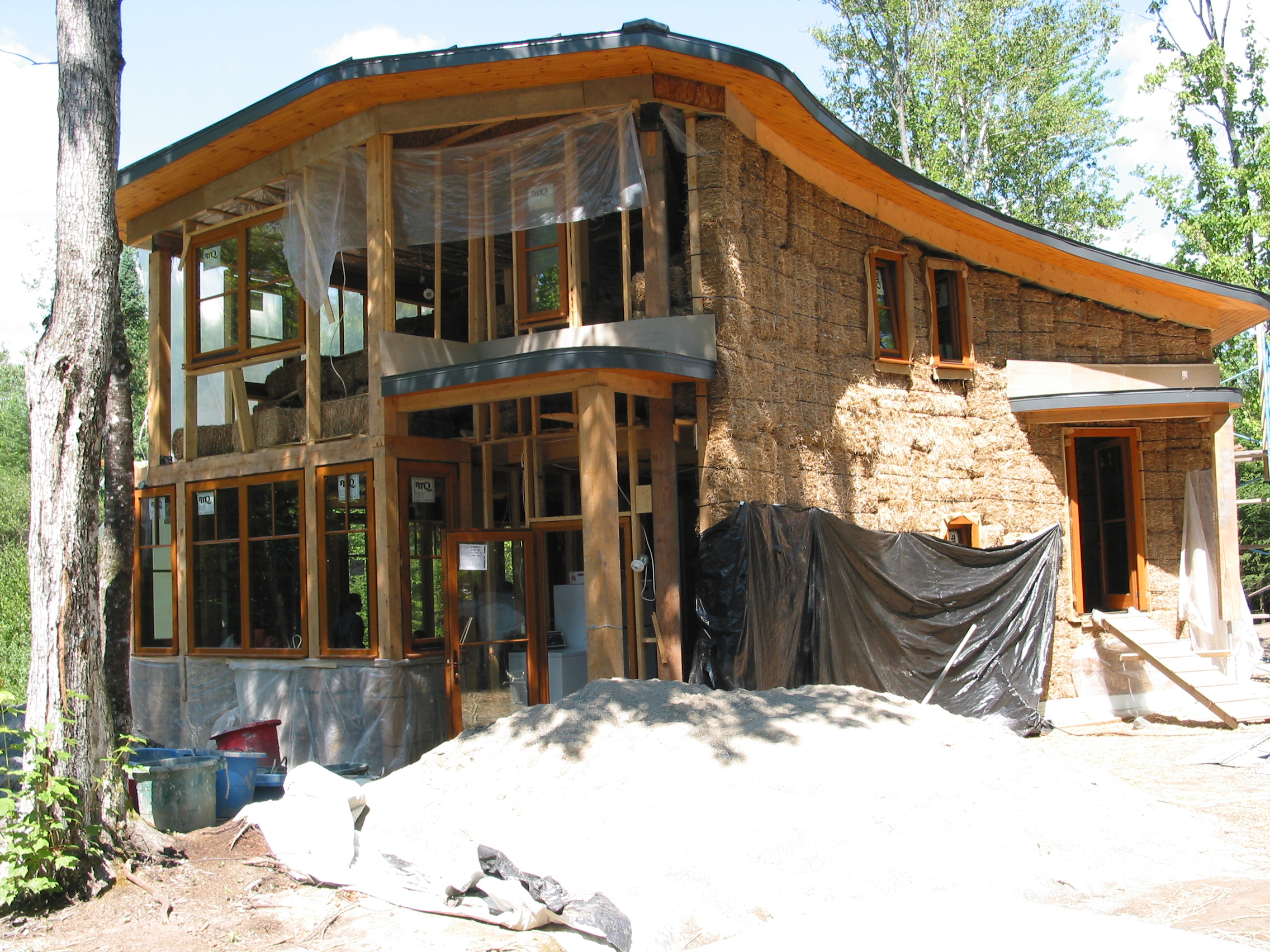
Budowa domu z kostek słomy

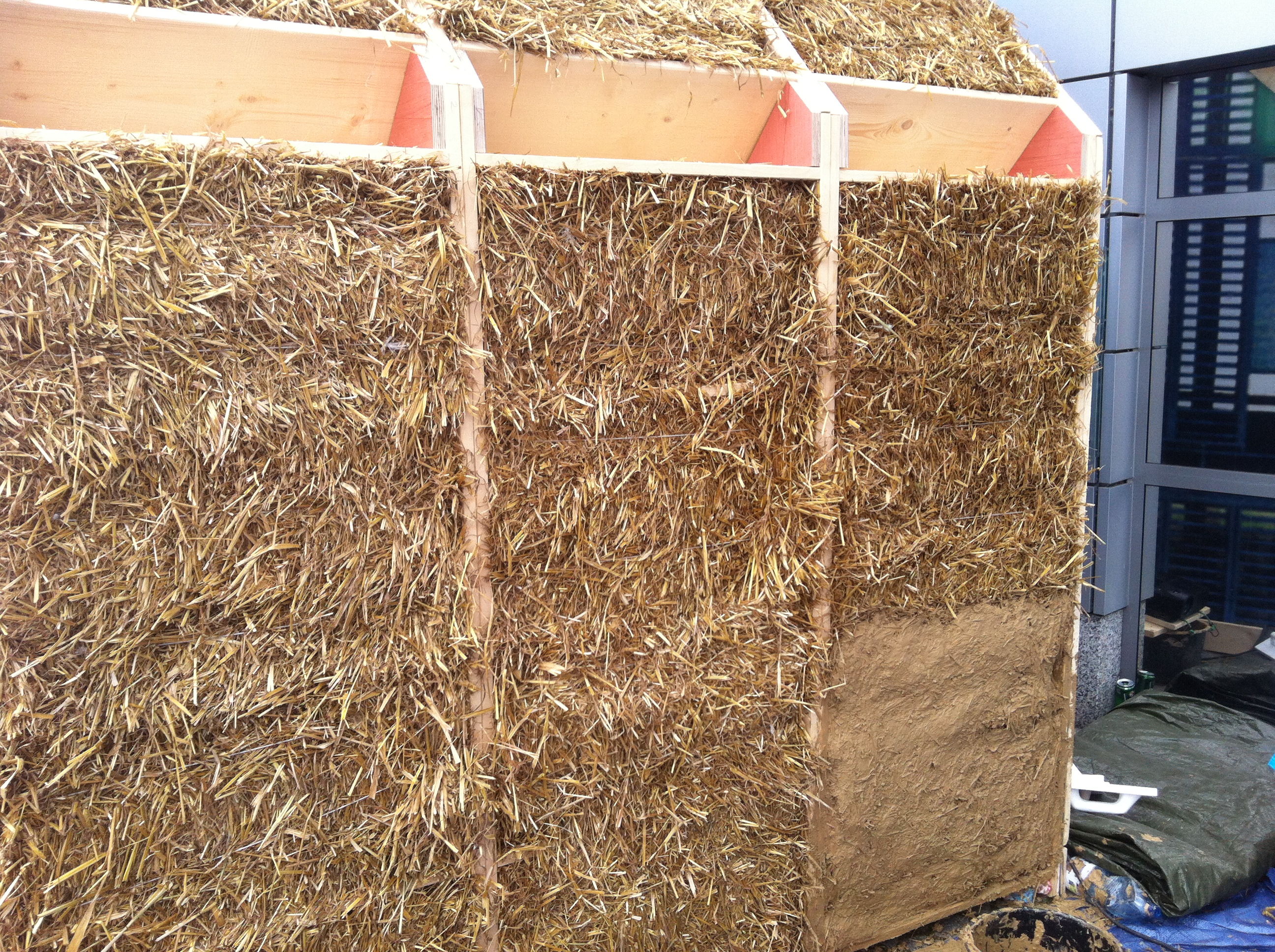
Fragment ściany pokryty tynkiem glinianym.

Budowa ściany z bali słomianych polega przeważnie na ułożeniu poziomo bali słomy na podstawie z drewna (wieńcu dolnym) opartym na fundamentach, z barierą zabezpieczającą przez wilgocią pomiędzy balami a podłożem. Ściany z bali spinane są szpilkami z bambusa lub leszczyny (pionowo wewnątrz bali lub od zewnątrz), lub siatką metalową na zewnątrz, i następnie tynkowane zaprawą na bazie wapna lub gliny.
Bale mogą być elementem nośnym, tak jak w budownictwie z XIX w. Mogą też być użyte jako wypełnienie szkieletu, zwykle drewnianego, stanowiąc wówczas ocieplenie budynku i podstawę do tynkowania, nie będąc elementem nośnym, co bywa stosowane w wilgotnych klimatach. W rejonach północnych potencjalny ciężar zalegającego śniegu może przekroczyć możliwości nośne bali. W klimacie wilgotnym, konieczność zastosowania wykończenia przepuszczającego parę wodną wyklucza użycie stiuku na bazie cementu. Zastosowanie konstrukcji szkieletowej pozwala też na zbudowanie dachu przed wypełnieniem szkieletu balami słomy, co ochroni słomę przed deszczem w trakcie budowy. Można też stosować kombinację konstrukcji szkieletowej i nośnej, określaną jako „hybrydowa”.
Bale słomiane mogą być też częścią ściany typu Spar and Membrane Structure (SMS), w której wzmocnione 5–8 cm warstwy torkretu (beton natryskowy) połączone są kratownicą w kształcie „X” przebiegającą przed balami. Beton ma poprawiać wytrzymałość ściany na trzęsienie ziemi oraz zmniejszyć palność, zaś same bale są tylko wypełnieniem i ociepleniem ściany.
Poza ścianami, bale słomiane stosowane są też do wypełnienia podłóg, przestrzeni między piętrami oraz dachu – jako ocieplenie; jednak zastosowanie słomy nieotynkowanej może stanowić zagrożenie pożarowe. Dach z ociepleniem słomą zastosowany jest w Polsce np. na domu Moritza Reicherta we wsi Gajówka pod Jelenią Górą. Moritz Reichert praktykuje też „technikę Moritza”, czyli konstrukcję gotowych modułów słomiano-glinianych, gdzie w drewnianej ramie o wymiarach 2,5 m × 2,5 m × 0,28 m zamknięte są kostki słomy, a całość otynkowana gliną. Dom z takich elementów można złożyć w ciągu jednego dnia.

## Parametry
Bale słomiane dostępne w Polsce mają przeważnie wymiary: 28×40×45–120 cm, 35×45×40–120 cm, 40×40×40–120 cm, lub 40×45×40–120 cm. Waga takich bali, skompresowanych z siłą 90–130 kg/m³, to 6–15 kg. W Wielkiej Brytanii bale słomiane mogą mieć wymiary 37,5×50×99 cm. W Australii popularne są bale o wymiarach 35×45×90 cm, ważące 16 kg, które można przenosić i układać ręcznie; ale istnieją też większe bale (zwane jumbo) o wymiarach 120×120×240 cm, 90×120×240 cm i 60×120×240 cm, które na miejsce przeznaczenia trzeba transportować dźwigiem.
Bale słomiane charakteryzują się bardzo dobrymi współczynnikami przewodzenia ciepła (0,025-0,045 W/m K) i przenikalności cieplnej (0,12–0,14 W/m²K, przy grubości kostki 40 cm). Mimo że wśród badaczy nie ma zgody co do ich ostatecznych wartości, wartości te prawie w dwójnasób spełniają wymagania brytyjskich przepisów budowlanych (Building Regulations 2002), spełniają też m.in. wymagania kodeksu budowlanego stanu Arizona, Kalifornia i wielu innych.

## Wytrzymałość materiału

### Nośność
Tradycyjnie używano bali „prosto z pola”, utworzonych z pomocą pras do balotów słomy, ale lepsze są baloty o dużej kompresji, gdyż wytrzymają większy nacisk. Wystarczająca kompresja to 90 kg/m³, ale bale o kompresji 110 czy 120 kg/m³ będą lepsze. Uzyskanie takiej kompresji wymaga zmiany ustawień prasy do słomy. Bale o grubości 45 cm mogą utrzymać nacisk 0,8–1 t/mb, co jest wystarczające dla budownictwa mieszkaniowego.
Podstawowa metoda budowana z bali bywa łączona z innymi technikami budowy z materiałów recyklowanych, np. opon, tektury, papieru, plastiku i używanych dywanów. Podobna technika wykorzystuje też worki z balotami wiórów drzewnych lub łusek ryżowych.

### Odporność ogniowa
Z powodu dużej kompresji ściana taka jest bardziej odporna na ogień niż ściana drewniana. Próbę zapalenia ściany z bali słomianych można porównać do podpalenia książki telefonicznej. Jedna kartka, tak jak i pojedyncza łodyga słomy, zapali się z łatwością; ale gęsto ułożone kartki w książce telefonicznej, tak jak i gęsto zbite łodygi słomy w balu, nie będą się dobrze palić. Doświadczenia palności ścian z bali słomianych prowadzono w wielu krajach, m.in. USA, Australii, Niemczech i Wielkiej Brytanii.
W Polsce odporność ogniowa bali słomianych została opisana już w normie ISO 8301:1991, co potwierdziły badania niemiecko-austriackie zgodnie z normą ÖNORM B 6015 Teil 1. Niezabezpieczone żadnymi chemikaliami bale słomiane poddane działaniu ognia nie uległy zniszczeniu przez 90 minut, dzięki czemu uzyskały najwyższą ocenę odporności F90 i certyfikat B2.
Testy ASTM (American Society for Testing and Materials) E-119 w stanie Nowy Meksyk w 1993 wykazały, że 45 cm grubości ściana z bali słomy przetrwała płomienie przez ponad 2 godziny (po tym czasie eksperyment przerwano), zaś ściana nietynkowana przetrwała 34 minuty.
Testy przeprowadzone w 2012 w Australii przez CSIRO (Commonwealth Scientific and Industrial Research Organisation) polegały na symulacji pożaru buszu. Ściana ze szkieletem stalowym wypełnionym kostkami słomy została poddana działaniu wysokiej temperatury, a następnie ognia przez 2 minuty, po czym symulowano pożar naokoło budynku, tak jak się to dzieje w przypadku przejścia fali ognia w pożarze buszu. Ściana pomyślnie przeszła testy i jesienią 2012 rozpoczęto budowę domu w tej technologii w stanie Wiktoria (gdzie w 2009 w wyniku pożarów buszu zginęło 210 osób, a w 78 miastach i miejscowościach spłonęło ponad 2000 domów).
Testy na University of Bath w Wielkiej Brytanii prowadzone na panelu ze szkieletem drewnianym wypełnionym kostkami słomy i otynkowanym wapnem (tzw. ModCell) miały wykazać, że struktura ta jest w stanie wytrzymać działanie ognia przez 30 minut. Doświadczenie prowadzono czterokrotnie dłużej, i po 2 godzinach ściana nadal nie uległa ogniowi.

### Obciążenie wiatrem
Na University of Bath w 2010 poddano dwukondygnacyjny dom z bali słomianych obciążeniu odpowiadającym działaniu huraganu o prędkości 193 km/h (120 mil na godzinę). Ściany domu pod największym zadanym obciążeniem przemieściły się o 4 mm, zgodnie z założeniami projektu.

### Gryzonie
Ponieważ słoma nie posiada wartości odżywczych, nie jest pożywieniem dla gryzoni; jednak myszy mogą zostać przyniesione w balach od gospodarza z terenu, gdzie były przechowywane. Problem ten zostanie wyeliminowany po otynkowaniu ściany.

### Wilgoć
Głównym problemem ścian z bali słomianych jest wilgoć i podatność na gnicie. Balom słomianym zagraża wilgotność od 20%, powodująca gnicie słomy. Zaleca się umieszczenie w ścianach czujników wilgoci i kontrolowanie jej poziomu, który powinien utrzymywać się poniżej 14–15%. Wilgotność powyżej 84% występuje w wypadku ciągłego zalewania wodą (np. deszczową) bez możliwości wyschnięcia, np. z gdy powodu wadliwej konstrukcji przecieka dach. W razie stwierdzenia zalania poszczególne bale słomy można wymienić na nowe, jednak przede wszystkim należy chronić słomę przed zalaniem i wilgocią, także w czasie przewozu, składowania i budowy. Słoma do budowy ma być składowana pod dachem, ale nie zakryta szczelnie np. plastikową płachtą, gdyż wówczas woda z powietrza zacznie kondensować i nie będzie mogła odparować, tylko wniknie w słomę. Aby słoma do budowy była sucha, można użyć bali zebranych w roku poprzedzającym budowę, co pozwoli jej wyschnąć. W trakcie budowy cała konstrukcja powinna być zakrywana plandeką lub znajdować się pod tymczasowym dachem. Zbudowany dom musi posiadać „a good hat and a good pair of boots” (pol. dobry kapelusz i solidną parę butów) – co oznacza wysokie fundamenty (aby woda nie podnosiła się z gruntu) i starannie skonstruowany dach wystający poza obrys ścian, chroniący przed wodą deszczową. Z zewnątrz budynek jest pokryty oddychającym tynkiem glinianym lub wapiennym, co pozwala na odparowywanie wody i oddychanie ścian.

## Przykładowe budynki
Bale słomy zastosowano też do konstrukcji budynków o dużej skuteczności energetycznej, takich jak S-House w Austrii, który spełnia standardy energetyczne Passivhaus. w Południowej Afryce 5-gwiazdkowy hotel zbudowany z użyciem 10 000 bali słomianych gościł takie osobistości, jak Nelson Mandela czy Tony Blair. W Alpach szwajcarskich, we wsi Nax, w październiku 2011 rozpoczęto prace przy budowie pierwszego w Europie hotelu zbudowanego w całości z bali słomianych. W 2013 na przedmieściach Leeds w Wielkiej Brytanii powstało osiedle 20 domów z prefabrykatów wypełnionych kostkami słomy zbudowane przez LILAC (Low Impact Living Affordable Community). W 2012/2013 ściany z bali słomianych zastosowano w tymczasowym domu dla cierpiącej na zespół wielorakiej wrażliwości chemicznej (ang. Multiple chemical sensitivity (MCS)) Gillian McCarthy, zbudowanym w hrabstwie Somerset w Anglii przez wolontariuszy pod kierownictwem Tony’ego Wrencha, który w 1997/1998 zbudował w Walii okrągły dom o średnicy ok. 4 m, zwany „That Roundhouse” za 3000 funtów, a w 2008 wygrał 10-letnią batalię o retrospektywne pozwolenie na jego budowę.

## Dostępność materiału
Szacuje się, że w Wielkiej Brytanii rocznie marnuje się 4 miliony ton słomy. Ta ilość pozwoliłaby zbudować 250 000 domów rocznie – a do 2008 zbudowano zaledwie ponad 100. Dwieście milionów ton słomy było corocznie palonych w USA. W samej Kalifornii każdej jesieni w latach 90. spalano milion ton słomy ryżowej, powodując tym rocznie emisje tlenku węgla rzędu 56 tysięcy ton (dwukrotnie więcej niż emisje ze wszystkich elektrowni tego stanu). Po wprowadzeniu zakazu spalania słomy była ona rozrzucana na polu, aby zgniła i uwolniła składniki odżywcze; jednak za duża ilość słomy powoduje zubożenie gleby.

## Koszty budowy domu z bali słomianych
Bale słomiane, będące odpadem rolniczym, są tanie (ok. 1–1,5 zł w Polsce, ok. 1 funta za bal w Wielkiej Brytanii), a do budowy małego domu wystarczy ich kilkaset. Przykładowo, koszt budowy fundamentów z opon samochodowych wypełnionych ubitą ziemią, dla 4-pokojowego domu parterowego w 2011 w Wielkiej Brytanii wyniósł 500 funtów, łącznie z wynajmem ciężarówki. Ponieważ domy te tynkowane są gliną, która także jest materiałem naturalnym, często wydobytym na miejscu budowy; i chętnie pokrywane zielonym dachem zamiast dachówki, wydają się tańsze niż domy tradycyjne.
Podstawowa oszczędność polega na uniknięciu kosztów robocizny, która w budowie domów ze słomy bywa zastępowana własną siłą roboczą i wolontariuszami. Koszt budowy 1-piętrowego domu o powierzchni 160 m² budowanego z wolontariuszami wyniósł 60 000 funtów, a budowa trwała 4 lata; dom ten wygrał nagrodę Grand Designs jako „ekologiczny dom roku” 2008.
Jednak jeśli skorzystać z usług profesjonalnej firmy budowlanej specjalizującej się w budowie domów z bali słomy, koszt takiego domu może przewyższać budowę domu tradycyjnego. Dodatkowo koszty podwyższa większa grubość ścian. Dlatego zakup gotowego domu z bali słomianych może wiązać się z wyższymi kosztami niż w przypadku domu z typowych materiałów budowlanych.

## Inne zastosowania bali słomianych
Bale słomiane mogą służyć jako grządki do uprawy roślin, kompost dla pieczarek, czy materiał opałowy. Bale słomiane można użyć jako podniesione grządki, zwłaszcza w miejscach, gdzie ziemia nie nadaje się do uprawy. Uprawę w balach słomianych można rozpocząć wcześniej w sezonie niż uprawę w ziemi, wykorzystując wyższą temperaturę powstającą w czasie rozkładu słomy w balu. Rozkład słomy w balu można zapoczątkować lub przyspieszyć dodając obornik, azot, lub nawóz do trawników.